# (36205) 1999 TV101
1999 TV101 (asteroide 36205) é um asteroide da cintura principal. Possui uma excentricidade de 0.05725310 e uma inclinação de 12.73479º.
Este asteroide foi descoberto no dia 2 de outubro de 1999 por LINEAR em Socorro.